# Christopher Judge
Douglas Christopher Judge (född den 13 oktober 1964 i Los Angeles, Kalifornien, USA) är en amerikansk skådespelare av afro-amerikanskt och cherokesiskt ursprung. Judge är mest känd för sin genombrottsroll som utomjordingen Teal'c i samtliga tio säsonger av science-ficton tv-serien Stargate SG-1.
Han har också medverkat i fler Stargate SG-1-avsnitt än seriens övriga huvudrollsinnehavare. Det är bara i ett avsnitt som han inte medverkat: åttonde säsongens "Prometheus Unbound".
Judge har 3 barn med sin första fru Margaret Judge: Christoffer Jordan, Cameron Justin och Catrina Catherine. Han är förlovad med modellen Gianna Patton och de har ett barn, Chloe Jolie, tillsammans.